# Mecistocephalus minor
Mecistocephalus minor är en mångfotingart som beskrevs av Carl Graf Attems 1929. Mecistocephalus minor ingår i släktet Mecistocephalus och familjen storhuvudjordkrypare. Inga underarter finns listade i Catalogue of Life.